# Dansband

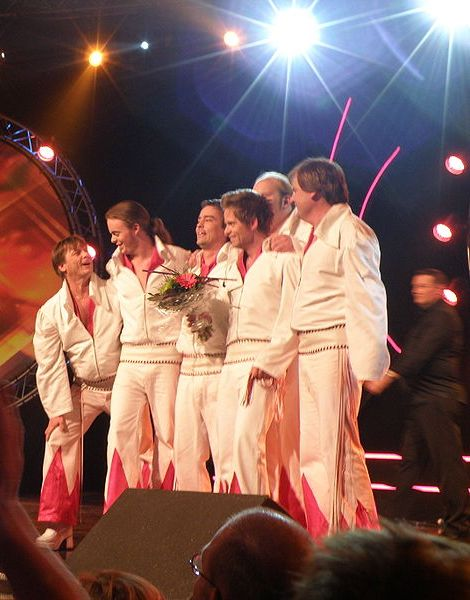
Larz-Kristerz.

Dansband és una expressió sueca per definir una banda musical que toca dansbandsmusik (música de banda per ballar). Sovint la dansbandsmusik es balla en parelles, i els gèneres musicals com el jitterburg i el fox lent s'inclouen en aquesta categoria. La música s'inspira en el swing, schlager, country, jazz i rock. La principal influència de les bandes orientals cap al rock és la música rock de les dècades de 1950 i 1960.
Els termes dansband i dansbandsmusik varen començar a fer-se servir cap als volts de 1970, quan desenvolupà un estil propi la música popular sueca. El gènere va desenvolupar-se principalment a Suècia, però s'ha estès a altres països veïns com Dinamarca, Noruega i les regions de parla sueca de Finlàndia. Quan aquesta música va començar a ser coneguda a Noruega inicialment fou denominada Svensktoppar (en relació al rànking radial de temes musicals suec Svensktoppen, que era un àmbit important de la música dansband abans que se'n modifiquessin les regles el gener del 2003).